# Seweryn Bączalski
Seweryn Bączalski herbu Gozdawa (data ur. nieznana, zm. po 21 czerwca 1631) – polski poeta, publicysta polityczny, ziemianin, pisał okolicznościowe utwory polityczne powstałe pod wpływem zagrożenia wojną domową w XVII-wiecznej Rzeczypospolitej.
Nieznana jest data jego urodzin, z wyboru mieszkał w Dalechowicach, lecz jego gniazdo rodzinne znajdowało się w miejscowości Bączal Górny lub w Bączalu Dolnym skąd ród Bączalskich wziął swoje nazwisko. Dawny powiat biecki (obecnie powiat jasielski), parafia Bączal Dolny.

## Wybrane utwory
- Ochrona koronna, Kraków 1606
- Przestrach śmiertelny, Kraków 1608, drukarnia M. Lob
- Fortuna albo szczęście, Kraków 1610(?), drukarnia Ł. Kupisz